# Rebecca Latimer Felton
Rebecca Latimer Felton (Decatur, 1835. június 10. – Atlanta, 1930. január 24.) az Amerikai Egyesült Államok szenátora (Georgia, 1922).